# Implant ślimakowy

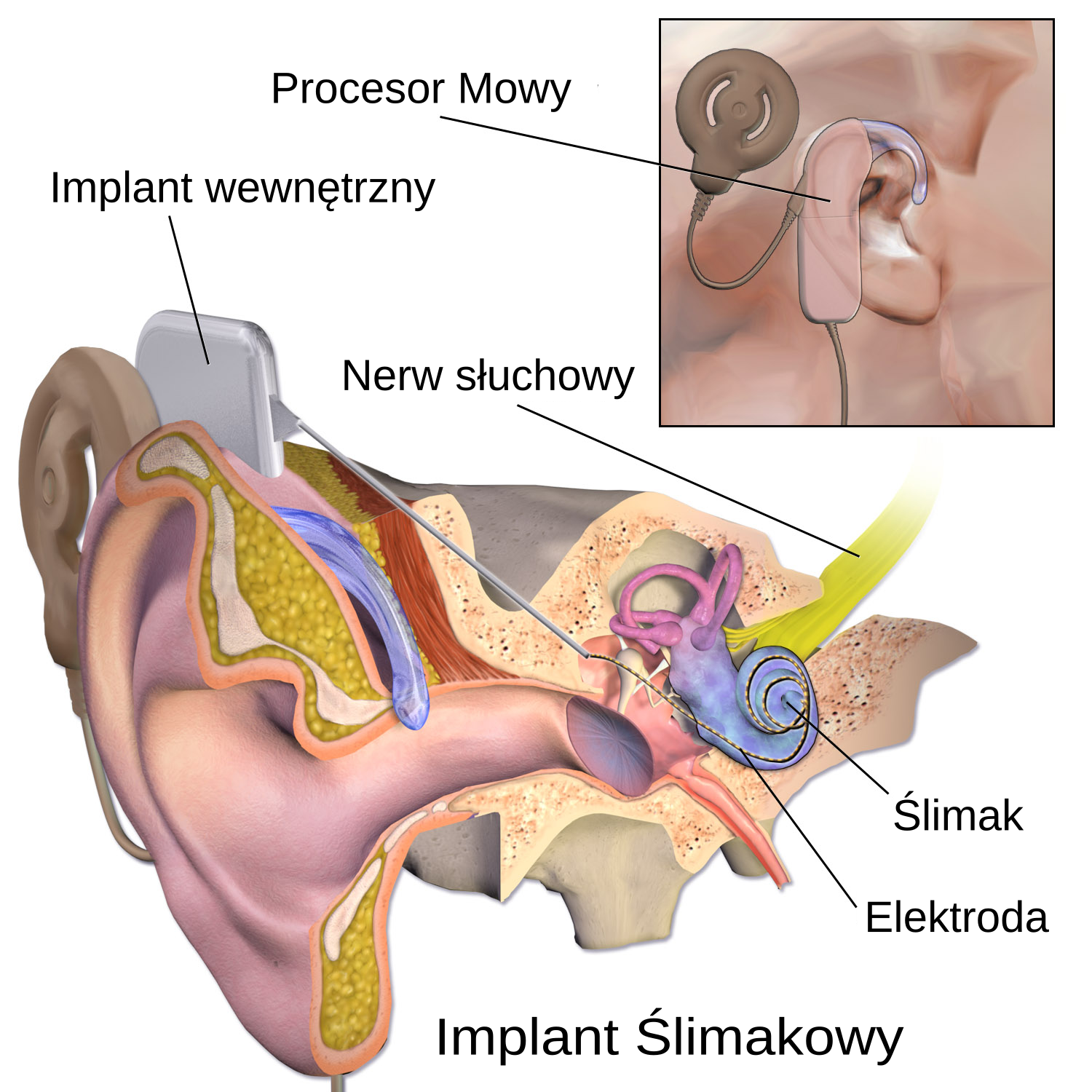
Schemat implantu ślimakowego

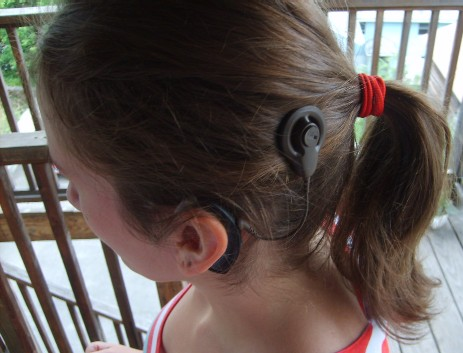
Widoczna część implantu ślimakowego, tzw. procesor mowy oraz zestaw zauszny

Implant ślimakowy – zaawansowane urządzenie elektroniczne, wszczepiane podczas operacji chirurgicznej osobom z obustronną głuchotą lub obustronnym głębokim niedosłuchem zmysłowo-nerwowym. Implant ślimakowy pozwala na rehabilitację osoby z głębokim niedosłuchem zmysłowo-nerwowym. Pacjent zyskuje nie słuch fizjologiczny, ale słuch do niego jakościowo zbliżony. Całość systemu implantu ślimakowego składa się z dwóch części: wewnętrznej, wszczepianej pod skórę, umieszczanej w loży kostnej przygotowanej przez chirurga w zagłębieniu kości czaszki, oraz części zewnętrznej, przetwarzającej sygnały akustyczne w sygnały elektryczne, przekazywane dalej do części wewnętrznej. Elektroda części wewnętrznej umieszczona w ślimaku bezpośrednio pobudza nerw słuchowy, wywołując wrażenia słuchowe.
W Polsce stosowane są implanty firm: Advanced Bionics Ear, Cochlear, Oticon Medical (Neurelec) oraz Medel.
Wszystkie rodzaje implantów stosowane są z powodzeniem zarówno u dzieci, jak i u osób dorosłych w leczeniu głuchoty i głębokiego niedosłuchu. Dobór odpowiedniego systemu powinien opierać się na indywidualnej ocenie, uwzględniając przede wszystkim rodzaj niedosłuchu, jego przyczynę oraz wiek pacjenta.
Pierwsza w Polsce operacja wszczepienia implantu ślimakowego wykonana została 16 lipca 1992 r. w Klinice Otolaryngologii Akademii Medycznej w Warszawie przez profesora Henryka Skarżyńskiego.
Zabieg operacyjny, wczepienia implantu, trwa przeciętnie około trzech do czterech godzin, po operacji pacjent przebywa w szpitalu przez czas określony wykonaną procedurą. Podłączenie procesora mowy następuje po wygojeniu rany operacyjnej, około trzy, cztery tygodnie po zabiegu. Sam moment podłączenia procesora uważany jest często przez pacjentów za przełomowy, gdyż nierzadko po raz pierwszy w życiu mają szansę słyszeć. Ogromnie ważną częścią programu leczenia głuchoty metodą wszczepów ślimakowych jest systematyczna pooperacyjna rehabilitacja. W początkowej fazie dopasowuje się parametry funkcjonowania procesora mowy. Następnie można pracować nad rozwijaniem umiejętności słyszenia i słuchania, czyli świadomego selektywnego odbioru dźwięków. Programowanie procesora mowy jest indywidualnym procesem, który przyczynia się do tego, że nowo powstały słuch elektryczny jest zbliżony do naturalnego.

## Ośrodki zajmujące się wszczepianiem implantów ślimakowych w Polsce
- Oddział Otorynolaryngologii, Audiologii i Foniatrii Wojewódzkiego Szpitala Dziecięcego w Bydgoszczy

- Międzynarodowe Centrum Słuchu i Mowy Instytutu Fizjologii i Patologii Słuchu w Kajetanach (ponad 2000 wszczepionych implantów, w roku 2005 najwięcej tego typu operacji na świecie[potrzebny przypis])
- Klinika Otolaryngologii Dziecięcej (Szpital Kliniczny im. Karola Jonschera Uniwersytetu Medycznego im. Karola Marcinkowskiego w Poznaniu)
- Katedra i Klinika Otolaryngologii (Szpital Kliniczny im. Heliodora Święcickiego Uniwersytetu Medycznego im. Karola Marcinkowskiego w Poznaniu)
- Katedra i Klinika Otolaryngologii, Warszawskiego Uniwersytetu Medycznego
- Katedra i Klinika Otolaryngologii i Onkologii Laryngologicznej, Uniwersytetu Medycznego w Lublinie
- Samodzielny Publiczny Szpital Kliniczny im. A. Mielęckiego, Śląskiego Uniwersytetu Medycznego w Katowicach
- Klinika Otolaryngologii, Uniwersytetu Medycznego w Białymstoku.
- Katedra i Klinika Otolaryngologii i Onkologii Laryngologicznej, Pomorskiego Uniwersytetu Medycznego w Szczecinie
- Klinika Otolaryngologii z Oddziałem Chirurgii Szczękowo-Twarzowej, Uniwersyteckiego Centrum Klinicznego w Gdańsku
- Klinika Otolaryngologii, Chirurgii Głowy i Szyi Uniwersytetu Medycznego we Wrocławiu
- Klinika Otolaryngologii Instytutu Centrum Zdrowia Matki Polki w Łodzi[5]